# Liste von Bergen und Erhebungen in Ostwestfalen-Lippe
Die Liste von Bergen und Erhebungen in Ostwestfalen-Lippe zeigt eine Auswahl von Bergen und Erhebungen in Ostwestfalen-Lippe in Nordrhein-Westfalen – sortiert nach Höhe in Meter (m) über Normalhöhennull (NHN; wenn nicht anders genannt laut).
Der höchste Punkt von Ostwestfalen-Lippe liegt bei Bleiwäsche auf dem Totenkopf auf 498 m, sein Gipfel liegt aber im Hochsauerlandkreis:
Name, Höhe, Lage (Ort, Kreis, Landschaft)
- Totenkopf (Nordflanke des 502,6 m hohen Bergs: 498 m), Bleiwäsche (Bad Wünnenberg), Kreis Paderborn, Briloner Hochfläche
- Köterberg (495,8 m), Köterberg (Lügde), Kreis Lippe, Lipper Bergland
- Schweinskopf (481,4 m), Bleiwäsche (Bad Wünnenberg), Kreis Paderborn, Briloner Hochfläche
- Preußischer Velmerstot (464 m), Sandebeck (Steinheim), Kreis Höxter, Eggegebirge
- Karpkeberg (453,3 m), Fürstenberg (Bad Wünnenberg), Kreis Paderborn, Sintfeld
- Felgenberg (452,4 m), Fürstenberg (Bad Wünnenberg), Kreis Paderborn, Sintfeld
- Feldromer Berg (ca. 448 m), Feldrom (Horn-Bad Meinberg), Kreis Lippe, Eggegebirge
- Barnacken (446,4 m), Holzhausen-Externsteine (Horn-Bad Meinberg), Kreis Lippe, Teutoburger Wald
- Hausheide (441,4 m), Bad Driburg, Kreis Höxter, Eggegebirge
- Lippischer Velmerstot (441,4 m), Leopoldstal (Horn-Bad Meinberg), Kreis Lippe, Eggegebirge
- Padberg (437,5 m), Kohlstädt (Schlangen), Kreis Lippe, Teutoburger Wald
- Eggeberg (Egge-Gebiet) (437,0 m), Veldrom (Horn-Bad Meinberg), Kreis Lippe, Egge-Gebiet
- Dübelsnacken (436,5 m), Altenbeken, Kreis Paderborn, Eggegebirge
- Hirseberg (435,6 m), Fürstenberg (Bad Wünnenberg), Kreis Paderborn, Sintfeld
- Hohlestein (Teutoburger Wald) (433,2 m), Kohlstädt (Schlangen), Kreis Lippe, Paderborner Hochfläche
- Rehberg (427,4 m), Langeland (Bad Driburg), Kreis Höxter, Eggegebirge
- Schneefelder Berg (420,4 m), Blankenrode (Lichtenau), Kreis Paderborn, Paderborner Hochfläche
- Bösenberg (420,1 m), Fürstenberg (Bad Wünnenberg), Kreis Paderborn, Sintfeld
- Langenberg (Oberer Langenberg; 418,8 m), Holzhausen (Horn-Bad Meinberg), Kreis Lippe, Teutoburger Wald
- Varenberg (415,2 m), Bonenburg (Warburg), Kreis Höxter, Eggegebirge
- Klusenberg (Bad Driburg) (ca. 414 m), Bad Driburg,  Kreis Höxter, Eggegebirge
- Nadel (413,5 m), Hardehausen (Warburg), Kreis Höxter, Eggegebirge
- Füllenberg (ca. 413 m)[3], Bad Driburg,  Kreis Höxter, Eggegebirge
- Unterer Langenberg (411,3 m), Berlebeck (Detmold), Kreis Lippe, Teutoburger Wald
- Bielstein (Eggegebirge) (409,8 m), Veldrom (Horn-Bad Meinberg), Kreis Lippe, Paderborner Hochfläche
- Steinberg (410 m), Neuenheerse (Bad Driburg), Kreis Höxter, Eggegebirge
- Spreenberg (403,7 m), Bleiwäsche (Bad Wünnenberg), Kreis Paderborn, Briloner Hochfläche
- Ochsenberg (Altenbeken) (403,6 m), Altenbeken, Kreis Paderborn, Eggegebirge
- Ebersberg (402,2 m), Veldrom (Horn-Bad Meinberg), Kreis Lippe, Teutoburger Wald
- Stemberg (401,9 m), Horn, Kreis Lippe, Teutoburger Wald
- Trötenberg (401,3 m), Altenbeken, Kreis Paderborn, Eggegebirge
- Großer Schalksberg (ca. 398 m), Dalheim (Lichtenau), Kreis Paderborn, Paderborner Hochfläche
- Oberer Kleinenberg (396,4 m), Kleinenberg (Lichtenau), Kreis Paderborn, Eggegebirge
- Strohberg (394,0 m), Bödexen (Höxter), Kreis Höxter, Lipper Bergland
- Bielstein (Teutoburger Wald) (393,6 m), Hiddesen (Detmold), Kreis Lippe, Teutoburger Wald
- Warmsberg (392,8 m), Berlebeck (Detmold), Kreis Lippe, Teutoburger Wald
- Dörenberg (392,5 m), Linderhofe (Extertal), Kreis Lippe, Lipper Bergland
- Voßberg (388,0 m), Helmern (Bad Wünnenberg), Kreis Paderborn, Sintfeld
- Kleiner Rigi (387,7 m), Holzhausen (Horn-Bad Meinberg), Kreis Lippe, Teutoburger Wald
- Netheberg (387,3 m), Neuenheerse (Bad Driburg), Kreis Höxter, Eggegebirge
- Zangenberg (386,6 m), Neuenheerse (Bad Driburg), Kreis Höxter, Eggegebirge
- Grotenburg (auch Teutberg) (386,1 m), Hiddesen (Detmold), Kreis Lippe, Teutoburger Wald
- Kartoffelberg (385 m), Horn, Kreis Lippe, Teutoburger Wald
- Buchenberg (382,5 m), Veldrom (Horn-Bad Meinberg), Kreis Lippe, Teutoburger Wald
- Neuwaldsberg (382,4 m), Altenbeken, Kreis Paderborn, Eggegebirge
- Schweinsberg (382,1 m), Bad Driburg,  Kreis Höxter, Eggegebirge
- Iburg (381,2 m), Bad Driburg, Kreis Höxter, Eggegebirge
- Holschenberg (380,1 m), Altenbeken, Kreis Paderborn, Eggegebirge
- Paderborner Berg (380 m)[3], Willebadessen, Kreis Höxter, Eggegebirge
- Schanzenberg (379,7 m), Linderhofe (Extertal), Kreis Lippe, Lipper Bergland
- Reuterberg (379,1 m), Lichtenau, Kreis Paderborn, Eggegebirge
- Ochsenberg (Eggegebirge) (ca. 375 m), Schwaney (Altenbeken), Kreis Paderborn, Eggegebirge
- Keimberg (375,9 m), Buke (Altenbeken), Kreis Paderborn, Eggegebirge
- Hohe Asch (371,5 m), Bösingfeld (Extertal), Kreis Lippe, Lipper Bergland
- Imkenberg (371,5 m), Lichtenau, Kreis Paderborn, Eggegebirge
- Hohestein (Hoher Stein; 370,8 m), Holtheim (Lichtenau), Kreis Paderborn, Paderborner Hochfläche
- Sommerberg (369,7 m), Altenbeken, Kreis Paderborn, Eggegebirge
- Großer Gauseköterberg (368,4 m), Berlebeck (Detmold), Kreis Lippe, Teutoburger Wald
- Brocksberg (368,1 m), Schwaney (Altenbeken), Kreis Paderborn, Eggegebirge
- Griesenberg (ca. 368 m), Holtheim (Lichtenau), Kreis Paderborn, Paderborner Hochfläche
- Krekeler Berg (367,6 m), Höxter, Kreis Höxter, Oberwälder Land
- Warthügel (367,6 m), Kleinenberg (Lichtenau), Kreis Paderborn, Eggegebirge
- Eiler Berg (ca. 366 m), Eilern (Bad Wünnenberg), Kreis Paderborn, Sintfeld
- Höltkenkamm (365,1 m), Haarbrück (Beverungen), Kreis Höxter, Oberwälder Land
- Knieberg (365,1 m), Leopoldstal (Horn-Bad Meinberg), Kreis Lippe, Teutoburger Wald
- Kleeberg (365 m)[3], Altenbeken, Kreis Paderborn, Eggegebirge
- Hermannsberg (363,7 m), Hörste (Lage), Kreis Lippe, Teutoburger Wald
- Reischlagsberg (361,9 m), Herbram (Lichtenau), Kreis Paderborn, Paderborner Hochfläche
- Miekenberg (361 m)[3], Altenbeken, Kreis Paderborn, Eggegebirge
- Steinhügel (ca. 361 m), Kleinenberg (Lichtenau), Kreis Paderborn, Paderborner Hochfläche
- Kleeberg (360,0 m), Hillentrup (Dörentrup), Kreis Lippe, Lipper Bergland
- Körtgeberg (ca. 360 m), Fürstenberg (Bad Wünnenberg), Kreis Paderborn, Sintfeld
- Hohe Wart (357,1 m), Bonenburg (Warburg), Kreis Höxter, Eggegebirge
- Altarstein (355 m), Hiddesen (Detmold), Kreis Lippe, Teutoburger Wald
- Auf der Hegge (ca. 355 m), Lichtenau, Kreis Paderborn, Paderborner Hochfläche
- Musenberg (352,2 m), Altenbeken, Kreis Paderborn, Eggegebirge
- Schierenberg (351,3 m), Altenbeken, Kreis Paderborn, Eggegebirge
- Kanzel (350,6), Hiddesen (Detmold), Kreis Lippe, Teutoburger Wald
- Römerberg (349,0 m), Altenbeken, Kreis Paderborn, Eggegebirge
- Karlsberg (346,9 m), Asseln (Lichtenau), Kreis Paderborn, Eggegebirge
- Hellberg (346,8 m), Heiligenkirchen-Schling (Detmold), Kreis Lippe, Teutoburger Wald
- Windelstein (346,8 m), Lemgo, Kreis Lippe, Lipper Bergland
- Falkenberg (346,0 m), Holzhausen (Horn-Bad Meinberg), Kreis Lippe, Teutoburger Wald
- Scheelenberg (345,7 m), Bosseborn (Höxter), Kreis Höxter, Oberwälder Land
- Desenberg (343,6 m), Warburg, Kreis Höxter, Warburger Börde
- Jühenberg (343 m)[3], Neuenbeken (Paderborn), Kreis Paderborn, Eggegebirge
- Ettberg (342,0 m), Kleinenberg (Lichtenau), Kreis Paderborn, Paderborner Hochfläche
- Bonstapel (341,8 m), Valdorf (Vlotho), Kreis Herford, Lipper Bergland
- Großer Ehberg (339,6 m), Pivitsheide V. L. (Detmold), Kreis Lippe, Teutoburger Wald
- Limberg (334,5 m), Buke (Altenbeken), Kreis Paderborn, Eggegebirge
- Henglerberg (339,4 m), Helmern (Bad Wünnenberg), Kreis Paderborn, Sintfeld
- Glaseberg (339 m)[4], Asseln (Lichtenau), Kreis Paderborn, Eggegebirge
- Huserklee (337,6 m), Husen (Lichtenau), Kreis Paderborn, Paderborner Hochfläche
- Hoppenberg (ca. 337 m), Lichtenau, Kreis Paderborn, Eggegebirge
- Tönsberg (333,4 m), Oerlinghausen, Kreis Lippe, Teutoburger Wald
- Sassenberg (332,7 m), Holtheim (Lichtenau), Kreis Paderborn, Paderborner Hochfläche
- Stöckersbuschberg (330,2 m), Grundsteinheim (Lichtenau), Kreis Paderborn, Paderborner Hochfläche
- Hohe Warte (325,0 m), Berlebeck (Detmold), Kreis Lippe, Teutoburger Wald
- Hungerberg (324,1 m), Marienmünster-Vörden, Kreis Höxter, Lipper Bergland
- Auf dem Polle (320,4 m), Lämershagen (Bielefeld), Teutoburger Wald
- Heidbrink (319,6 m), Lübbecke, Kreis Minden-Lübbecke, Wiehengebirge
- Bärenstein (Teutoburger Wald) (318,1 m), Holzhausen-Externsteine (Horn-Bad Meinberg), Kreis Lippe
- Wurzelbrink (318,0 m), Lübbecke, Kreis Minden-Lübbecke, Wiehengebirge
- Allhornberg (316,2 m), Pivitsheide V. H. (Detmold), Kreis Lippe, Teutoburger Wald
- Hengeberg (315,7 m), Halle (Westf.), Kreis Gütersloh, Teutoburger Wald
- Kniebrink (315,0 m), Oberbauerschaft (Hüllhorst), Kreis Minden-Lübbecke, Wiehengebirge
- Schrödersberg (315 m), Dahl (Paderborn), Kreis Paderborn, Eggegebirge
- Hünenburg (312,5 m), Quelle (Bielefeld), Teutoburger Wald
- Große Egge (312,1 m), Halle (Westf.), Kreis Gütersloh, Teutoburger Wald
- Ebberg (310 m), Lämershagen-Gräfinghagen/Sennestadt (Bielefeld), Teutoburger Wald
- Hankenüll (ca. 307 m), Borgholzhausen, Kreis Gütersloh, Teutoburger Wald
- Hollandskopf (306,6 m), Borgholzhausen, Kreis Gütersloh, Teutoburger Wald
- Bußberg (306,2 m), Kirchdornberg (Bielefeld), Teutoburger Wald
- Teutberg (305,3), Alverdissen (Barntrup), Kreis Lippe, Lipper Bergland
- Wildberg (304,8 m), Amelunxen (Beverungen), Kreis Höxter, Oberwälder Land
- Nettelberg (ca. 304 m), Valdorf (Vlotho), Kreis Herford, Lipper Bergland
- Siebenstern (Kohlberg; 303,7 m), Siebenstern (Bad Driburg),  Kreis Höxter, Eggegebirge
- Papenbrink (ca. 303 m), Kleinenbremen (Porta Westfalica), Kreis Minden-Lübbecke, Wesergebirge
- Nackenberg (302,5 m), Reelsen (Bad Driburg), Kreis Höxter, Eggegebirge
- Rosenberg (301,7), Senne I (Bielefeld), Teutoburger Wald
- Saalegge (299,6 m), Valdorf (Vlotho), Kreis Herford, Lipper Bergland
- Ruschberg (295,0 m), Vlotho, Kreis Herford, Lipper Bergland
- Niederhahn (ca. 293,2 m), Siebenstern (Bad Driburg),  Kreis Höxter, Eggegebirge
- Amelungsburg (292,5 m), Hillentrup (Dörentrup), Kreis Lippe, Lipper Bergland
- Altes Verbrenn (291,1 m), Preußisch Oldendorf, Kreis Minden-Lübbecke, Wiehengebirge
- Johannisegge (293,0 m), Borgholzhausen, Kreis Gütersloh, Teutoburger Wald
- Glösinghauser Berg (289,0 m), Glösinghausen (Preußisch Oldendorf), Kreis Minden-Lübbecke, Wiehengebirge
- Nettelstedter Berg (288,5 m), Holsen (Hüllhorst), Kreis Minden-Lübbecke, Wiehengebirge
- Wittekindsberg (281,48 m), Barkhausen (Porta Westfalica), Kreis Minden-Lübbecke, Wiehengebirge
- Escherberg (282,6 m) Bad Driburg, Kreis Höxter, Brakeler Muschelkalkschwelle
- Wülpker Egge (ca. 280 m), Wülpke (Porta Westfalica), Kreis Minden-Lübbecke, Wesergebirge
- Reineberg (275,9 m), Lübbecke, Kreis Minden-Lübbecke, Wiehengebirge
- Bickplecken (275,8 m), Valdorf (Vlotho), Kreis Herford, Lipper Bergland
- Großer Selberg (275,4 m), Valdorf (Vlotho), Kreis Herford, Lipper Bergland
- Nonnenstein (273,6 m), Rödinghausen (Preußisch Oldendorf), Kreise Herford und Minden-Lübbecke, Wiehengebirge
- Heidkopf (272,6 m), Lübbecke, Kreis Minden-Lübbecke, Wiehengebirge
- Schornstein (ca. 273 m), Borgholzhausen, Kreis Gütersloh, Teutoburger Wald
- Kleiner Selberg (271,7 m), Valdorf (Vlotho), Kreis Herford, Lipper Bergland
- Nammer Kopf (266,3 m), Nammen (Porta Westfalica), Kreis Minden-Lübbecke, Wesergebirge
- Gehlenbecker Berg (262,5 m), Gehlenbeck (Lübbecke), Kreis Minden-Lübbecke, Wiehengebirge
- Heinberg (258,6 m), Ossendorf (Warburg), Kreis Höxter, Warburger Börde
- Steinegge (255,5 m), Vlotho-Exter, Kreis Herford, Lipper Bergland
- Vierenberg (255,0 m), Bad Salzuflen, Kreis Lippe, Lipper Bergland
- Knüll (253,5 m), Halle, Kreis Gütersloh, Teutoburger Wald
- Eidinghauser Berg (247,3 m), Haddenhausen (Minden), Kreis Minden-Lübbecke, Wiehengebirge
- Donoer Berg (ca. 243 m), Bieren (Rödinghausen), Kreis Herford, Wiehengebirge
- Dornberg (240,1 m), Schwarzenmoor (Herford), Kreis Herford, Lipper Bergland
- Roter Brink (238,0 m), Nammen (Porta Westfalica), Kreis Minden-Lübbecke, Wesergebirge
- Ebenöde (237,1 m), Vlotho, Kreis Herford, Lipper Bergland
- Jakobsberg (235,2 m), Hausberge (Porta Westfalica), Kreis Minden-Lübbecke, Wesergebirge
- Storkenberg (234,0 m), Halle, Kreis Gütersloh, Teutoburger Wald
- Eggeberg (Lipper Bergland) (233,3 m), Schwarzenmoor (Herford), Kreis Herford, Lipper Bergland
- Lattberg (231 m), Entrup (Nieheim), Kreis Höxter, Lipper Bergland
- Eiberg (230,0 m), Valdorf (Vlotho), Kreis Herford, Lipper Bergland
- Rote Klippe (225,9 m), Kleinenbremen (Porta Westfalica), Kreis Minden-Lübbecke, Wesergebirge
- Kahler Ehberg (224,1 m), Hiddesen (Detmold), Kreis Lippe, Teutoburger Wald
- Königsberg (220,4), Hausberge (Porta Westfalica), Kreis Minden-Lübbecke, Wesergebirge
- Kleiner Ehberg (217,4 m), Hörste (Lage), Kreis Lippe, Teutoburger Wald
- Möllenberg (215,6 m), in Kalletal östlich von Bentorf, Kreis Lippe, Lipper Bergland
- Stuckenberg (213,8 m), Herford, Kreis Herford, Lipper Bergland
- Homberg (201,2 m), Herford, Kreis Herford, Lipper Bergland
- Winterberg (Weserbergland) (198,8 m), Vlotho, Kreis Herford, Lipper Bergland
- Solterberg (198,5 m), Vlotho, Kreis Herford, Lipper Bergland
- Egge (Eininghausen) (198,0 m; zum Höhenzug Egge; max. 220,2 m), Eininghausen (Preußisch Oldendorf), Kreis Minden-Lübbecke, Wiehengebirge
- Johannisberg (197,0 m), Bielefeld, Teutoburger Wald
- Klusberg (196,1 m), Vlotho, Kreis Herford, Lipper Bergland
- Steinberg (196,0 m), Vlotho, Kreis Herford, Lipper Bergland
- Ravensberg (ca. 195 m), Borgholzhausen, Kreis Gütersloh, Teutoburger Wald
- Maschberg (190,2 m), Schwenningdorf (Rödinghausen), Kreis Herford, Wiehengebirge
- Limberg (190,1 m), Börninghausen (Preußisch Oldendorf), Kreis Minden-Lübbecke, Wiehengebirge
- Kollwesshöh (181,4 m), Westrup (Stemwede), Kreis Minden-Lübbecke, Stemweder Berg
- Scharfer Berg (180,1 m), Arrenkamp (Stemwede), Kreis Minden-Lübbecke, Stemweder Berg
- Sparrenberg (176,1 m), Bielefeld, Teutoburger Wald
- Schweichler Berg (168,2 m), Schweicheln (Hiddenhausen), Kreis Herford, Lipper Bergland
- Reesberg (147,6 m), Kirchlengern, Kreis Herford, Ravensberger Hügelland
- Amtshausberg (141,8 m), Vlotho, Kreis Herford, Lipper Bergland
- Dorenberg (140,3), Wehdem (Stemwede), Kreis Minden-Lübbecke, Stemweder Berg
- Ostenberg (127,4), Oppendorf (Stemwede), Kreis Minden-Lübbecke, Stemweder Berg